# Robert Nilsson
Robert Ake Nilsson (ur. 10 stycznia 1985 w Calgary) – szwedzki hokeista pochodzenia kanadyjskiego, reprezentant Szwecji.
Jego ojciec Kent (ur. 1956) i brat Anders (ur. 1987) byli, a kuzyn Niklas Persson jest hokeistą.

## Kariera
- Stockholm 1 (2000)
- Leksand J18 (2000-2002)
- Leksand J20 (2000-2003)
- Leksands IF (2002-2004)
- Fribourg-Gottéron (2004)
- Djurgården J20 (2004)
- Djurgårdens IF (2004-2005)
- Hammarby IF (2005)
- Almtuna IS (2005)
- New York Islanders (2005-2006)
- Bridgeport Sound Tigers (2005-2007)
- Wilkes-Barre/Scranton Penguins (2007)
- Edmonton Oilers (2007-2010)
  -  Springfield Falcons (2007)
- Saławat Jułajew Ufa (2010-2011)
  -  Toros Nieftiekamsk (2011)
- Torpedo Niżny Nowogród (2011-2012)
- ZSC Lions (2013-2018)

Urodził się w Kanadzie, a został wychowankiem szwajcarskiego klubu EHC Kloten. Od lipca 2010 do października 2011 roku zawodnik Saławata Jułajew Ufa. Od października 2011 roku zawodnik Torpedo Niżny Nowogród. W maju 2012 roku przedłużył kontrakt o rok, jednak na koniec listopada 2012 roku został zwolniony. Od stycznia 2013 roku zawodnik ZSC Lions. Przedłużał kontrakt o dwa lata we wrześniu 2014 i w październiku 2017. Pod koniec 2019 ogłosił zakończenie kariery z uwagi na konsekwencje odniesionego urazu wstrząśnienia mózgu.
Uczestniczył w turniejach mistrzostw świata w 2008, 2011.

## Sukcesy
Reprezentacyjne
- Srebrny medal mistrzostw świata: 2011

Klubowe
- Mistrzostwo Allsvenskan: 2002 z Leksands IF
- Awans do Elitserien: 2002 z Leksands IF
- Złoty medal mistrzostw Rosji /  Puchar Gagarina: 2011 z Saławatem Jułajew Ufa
- Złoty medal mistrzostw Szwajcarii: 2014, 2018 z ZSC Lions
- Srebrny medal mistrzostw Szwajcarii: 2015 z ZSC Lions
- Puchar Szwajcarii: 2016 z ZSC Lions

Indywidualne
- Elitserien 2002/2003:
  - Pierwsze miejsce w klasyfikacji strzelców wśród pierwszoroczniaków: 8 goli
  - Nominacja do nagrody pierwszoroczniaka sezonu
- KHL (2011/2012):
  - Najlepszy napastnik miesiąca - luty 2012
- National League A (2016/2017):
  - Pierwsze miejsce w klasyfikacji asystentów w sezonie zasadniczym: 37 asyst
  - Skład gwiazd